# Clanio
Il Clanio (in antico Clanius o Clanis) era un fiume della Campania. 
Aveva origine in Irpinia.
Assieme al Sebeto, al Volturno e al Sarno costituiva un'importante risorsa idrografica dell'area della Pianura Campana compresa fra il basso Volturno, il Matese, i monti del Partenio (in cui si trovavano le sue sorgenti), i monti Tifatini, i Campi Flegrei e il mare.

## Etimologia

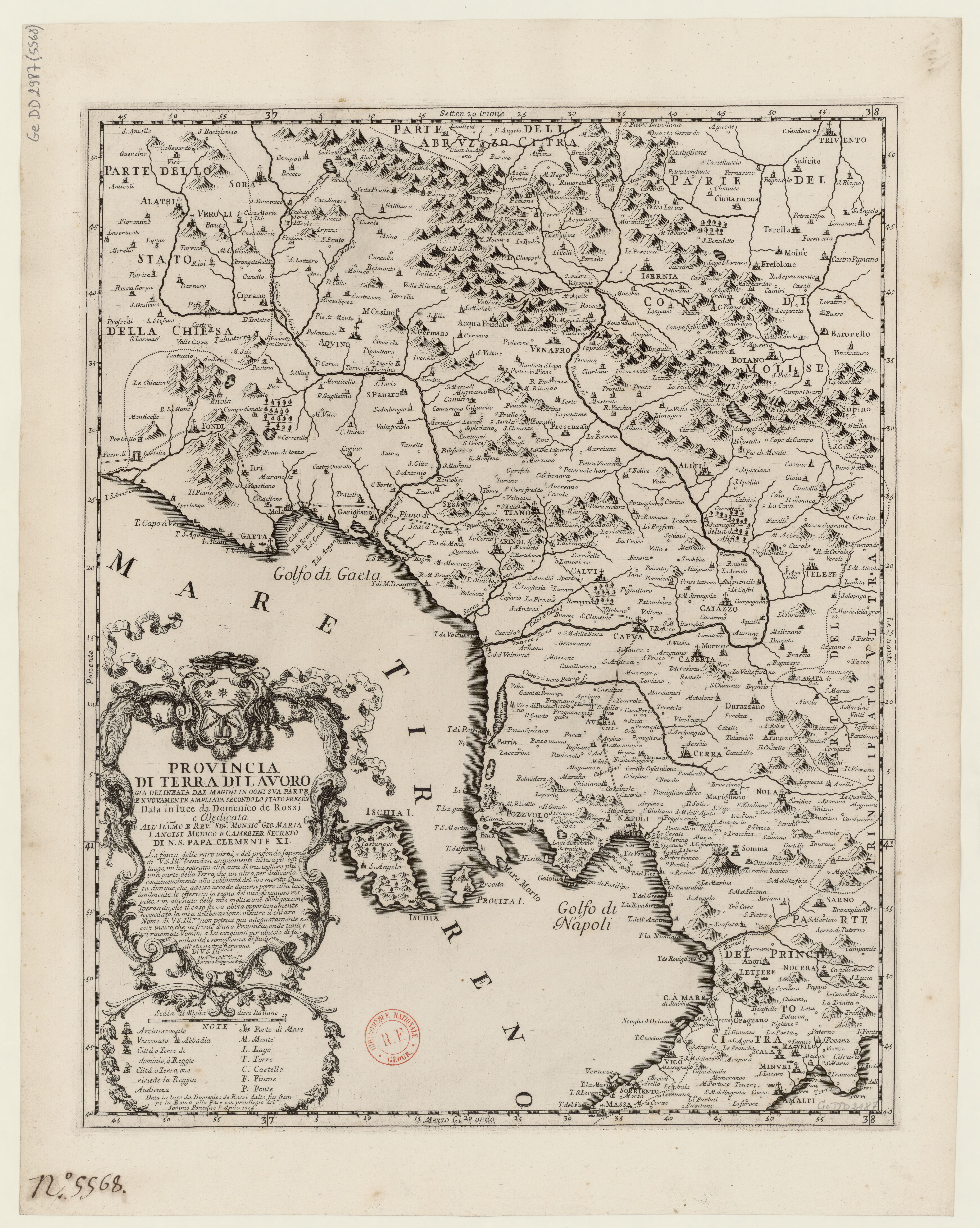
Il Clanio in una mappa antica

Veniva chiamato dagli autori greci Γλανις o Κλανις. L'etimologia greca del nome veniva fatta risalire all'abbondanza di viole che spontaneamente nascevano sulle sue rive.
Secondo un'etimologia incerta, dal nome del fiume - Clanius o Glanius in epoca latina, più tardi trasformato in Lanius - deriverebbe la denominazione di Regi Lagni, opera di canalizzazione e bonifica idraulica effettuata tra il  nel 1610 e il 1616 dal viceré Pedro Fernández de Castro, durante il predominio spagnolo in Italia. Una diversa ipotesi etimologica è quella che vede l'idronimo "Clanio" formalmente equivalente ad altri che, sia in Campania che in altre zone d'Italia (nonché in una più vasta area linguistica che trova elementi di conferma in Grecia e nell'antica Hispania), appaiono compatibili con antecedenti comuni ad esiti quali "lagno", "Chiani", "Glanis" eccetera. In questo modo il nome del Clanio viene ricondotto a una designazione tanto remota e recessiva quanto generica, e proprio per questo ne viene ristabilito il valore storico e linguistico.
Le acque del Clanio, talora impetuose (tanto da inondare più volte nelle epoche antiche l'agro di Acerra, di Aversa e di Atella, tendevano a stagnare presso Liternum, nella zona dell'odierno Lago di Patria, non a caso chiamato "Lagno"); per risolvere tale problema furono approntate importanti opere idrauliche fin dal 1539. I lavori furono realizzati in maniera più sistematica tra il 1610 e il 1616, con la realizzazione, come detto, del reticolo di canalizzazioni dei Regi Lagni, sotto la direzione dell'architetto Domenico Fontana; con tale opera, il Clanis fu artificialmente irregimentato e portato a sfociare 9 km più a nord, a Pinetamare.
In seguito, fino al XX secolo, si provvide a una manutenzione abbastanza funzionale, prima che le aree fossero diffusamente cementificate, provocando non pochi guasti di tipo idrogeologico.

## Folclore

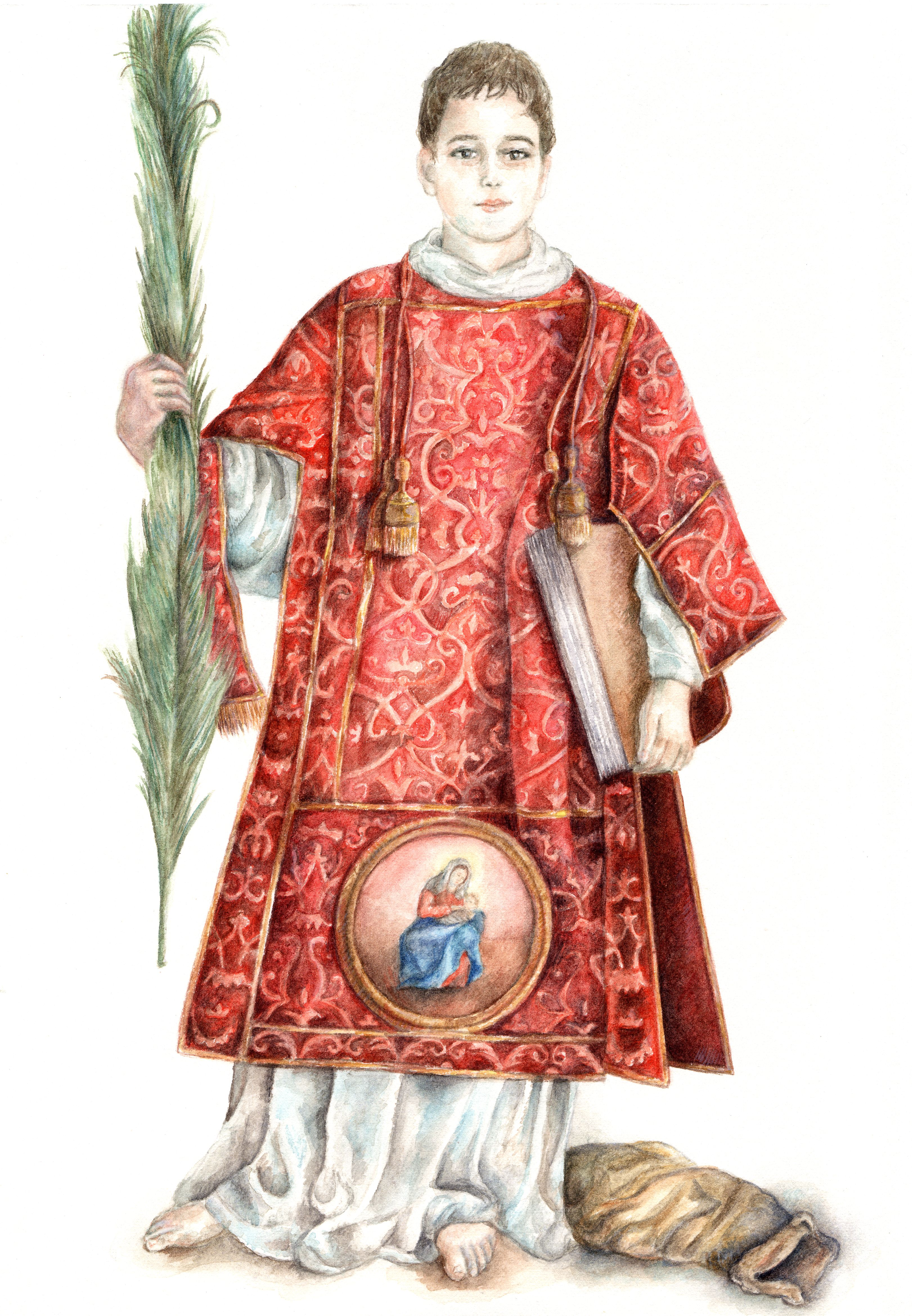
San Cesario di Terracina, invocato contro le inondazioni del Clanio

San Cesario di Terracina, condannato ad essere annegato nel mare di Terracina, è da sempre invocato contro le inondazioni del Clanio; infatti il tempietto paleocristiano di San Cesario in Marcianise sorgeva a ridosso del Clanio: in passato le acque di questo fiume sono state molto impetuose ed il territorio di Marcianise divenne progressivamente paludoso a causa delle sue continue inondazioni.
La chiesetta di San Cesario a Marcianise sorgeva nel piccolo borgo di Campocipro, nelle vicinanze di Airola, situata sulla strada direttrice che univa la Capua Antica a Orta di Atella